# Cameron Wright
Cameron Robin Wright (Durban, 20 de abril de 1994) es un jugador sudafricano de rugby que se desempeña como medio scrum y juega en los Sharks, franquicia sudafricana del Super Rugby.

## Carrera
Debutó en la primera de los Natal Sharks, uno de los equipos que compite en la Currie Cup, en 2014 y jugó con ellos dos temporadas.
En julio de 2015 fue contratado por dos temporadas por el Montpellier Hérault Rugby Club, club francés del Top 14.
Terminado su contrato en Europa regresó en 2018 para jugar en Sharks y actualmente es el medio scrum titular.

## Palmarés
- Campeón de la Copa Desafío de 2015–16.